# 석주선기념박물관
석주선기념박물관은 대한민국 경기도 용인시에 위치한 박물관으로 1967년 11월 단국대학교 박물관으로 개관하였다. 1981년 난사 석주선 박사가 평생 모은 3365점의 유물을 기증하여 민속 복식 박물관으로 재탄생되었다. 2001년에는 정부로부터 공로가 인정되어 대한민국의 제1종 종합박물관으로 정식 등록(문화관광부)하게 되었고 매주 화요일, 목요일 무료로 개관해 오고 있다.

## 위치
2007년 8월 30일 서울시 용산구 한남동에서 경기도 용인시 수지구로 자리를 옮긴 석주선박물관은 지하 1층, 지상 2층에 연면적 4,844m2 규모며 3개 수장고를 갖추고 있다. 박물관은 350년 된 6세 소년의 실물 남아 미라를 비롯해 소장품 41,550점 중 1,500여점을 엄선해 전시하고 있다.
용인문화원 주관으로 1997년부터 향토문화유적답사를 동서남북으로 나눠 4개 코스로 운영하고 있는데 2013년부터 기본코스 5개에 특별코스 5개를 추가로 신설, 모두 10개 코스로 확대하였다. 단국대학교 석주선기념박물관은 3코스에 포함되어 있다.

## 역사

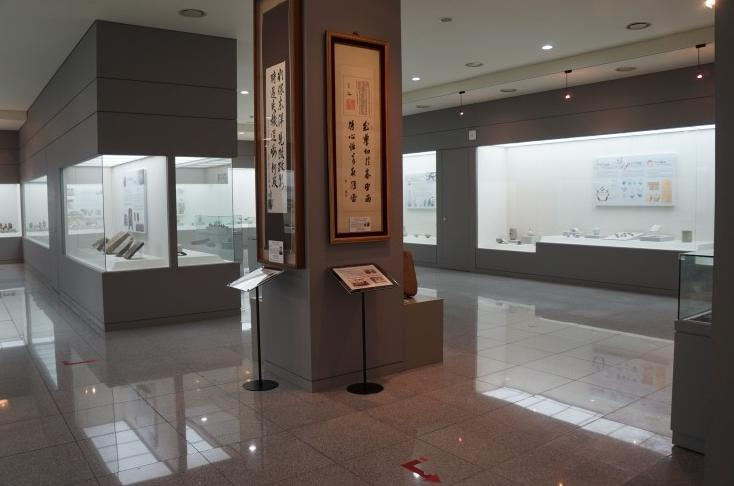
단국대(檀國大) 석주선기념박물관(용인시 수지구)

개관직후부터 시작된 지표조사와 발굴을 통해 1978년에는 단양신라적성비(국보 198호), 1979년에는 충주 고구려비(국보 205호)를 비롯해 수많은 문화재를 발견 조사하여 대한민국 역사학계에 공헌을 인정받았다. 1981년에는 고 난사 석주선박사가 평생 수집한 3,365점의 유물을 기증해주어 대한민국의 민속 복식 분야의 토대를 마련하였다.
2001년 경기도 양주 해평 윤씨 묘역에서 350년 된 6세 소년의 실물 남아 미라와 당시 시신을 감싸 관에 넣어졌던 부모의 옷(중치막)이라는 조선복식을 공개해 세계의 주목을 받았다.
2001년 문화기반시설 박물관 부분(문화관광부) 장려상을 수상하였다. 2004년 10월에는 세계박물관 대회(ICOM) 특별전을 개최하였고 2009년 4월 14일 단국대학교 수지 신 캠퍼스로 옮겨 신축박물관을 개관하였다.
- 1967년 11월 개교 20주년을 맞아 단국대학교 박물관 개관

- 1967년 경상남도 사천 구평리, 송지리 발굴

- 1976년 7월 이희승박사를 위원장으로 하는 석주선기념민속박물관 건립사업 추진위원회 발족

- 1978년 단양지구조사에서 온달산성과 신라의 북진로를 조사하던 중 단양신라적성비(국보 제198호) 발견

- 1979년 충청북도 중원군에서 충주고구려비(국보 제205호) 발견
- 1981년 5월 고 난사 석주선박사가 3365점의 유물을 기증함에 따라 석주선기념민속박물관 개관

- 1987년 일본인 오리타 간지(折田幹二)로부터 안중근 의사 유묵(보물 제569-21호) 기증받음

- 1999년 3월 중앙박물관과 석주선기념민속박물관이 석주선기념박물관으로 통합

- 2001년 제1종 종합박물관(문화관광부)으로 정식 등록됨

- 2001년 문화기반시설 박물관 부분(문화관광부) 장려상 수상

- 2001년 경기도 양주 해평윤씨 묘역에서 남아 미라와 복식 수습

- 2004년 10월 서울 세계박물관 대회(ICOM) 특별전 개최

- 2006년 4월 고 난사 석주선박사 10주기 추모 특별전 개최 (서울역사박물관)

- 2006년 6월 석주선박사 추모 10주년 전통 옷 선뵈기(패션쇼) 개최(하이얏트 호텔 컨벤션 센터)

- 2008년 8월 수지캠퍼스로 학교 이전하여 이전 계획 발표[5]

- 2009년 4월 14일 단국대학교 수지캠퍼스에서 신축박물관 개관

## 유물 현황

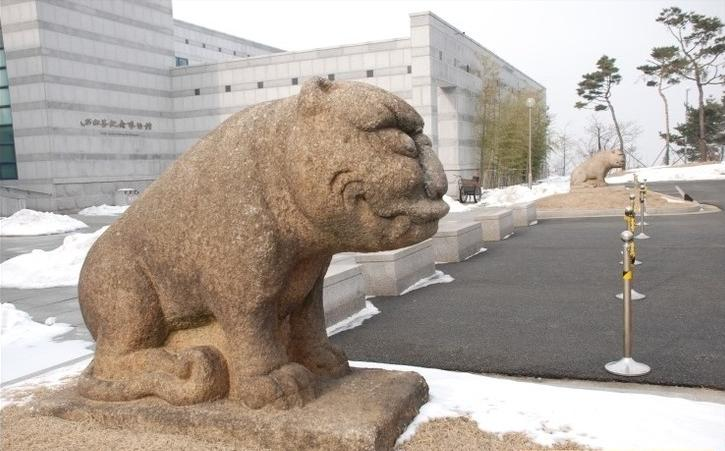
석주선기념박물관(경기도 용인시 죽전캠)
(檀國大 石宙善記念博物館)

경기도 용인시 단국대학교 죽전캠퍼스내의 석주선기념박물관 입구 좌우측에는 1980년 6월 11일 서울특별시 중요민속문화재 제42호로 지정된 구 영릉 석물 중 석호상이 각각 한 마리씩 놓여 있다.
단국대학교 석주선기념박물관에는 보물 1점(안중근 의사 유묵, 보물 제569-21호)를 비롯하여 총 11건 100점의 중요민속 문화재, 고고 미술, 민속 복식에 이르기까지 약 4만여 점의 유물이 소장되어 있다.
또한 친오빠이자 한국의 나비박사로 알려져 있는 석주명의 유품 및 관련 사료 50여점은 단국대 석주선기념박물관에 소장되어 있다. 한국전쟁이 터졌을 때 석주명은 13년 동안 연구한 <한국산 접류의 분포 지도> 때문에 수십만 개의 나비 표본이 있는 과학박물관에 머물러 있었다.
1950년 9월 말의 폭격으로 박물관이 전소되었고, 나비 표본과 원고도 불에 타고 말았다. 남겼던 원고는 누이동생 석주선에 의해 복원되었다. 전쟁으로 실의에 빠져 있던 석주명은 다시 힘을 내서 박물관 재건을 위한 회의에 참석하러 가다가 1950년 10월 6일 인민군으로 오인 받아 총격을 당해 사망하고 말았다. 
- 중원 고구려비(국보 205호)
- 단양 신라 적성비(국보 198호)
- 경주 능지탑터 출토 금동여래입상, 불좌상
- 경기 이천 설성산성의 새발자국무늬항아리
- 포천 반월산성 출토 기와
- 강원 양양 진전사터의 금동용두(金銅龍頭)
- 백남준 판화 1점(백남준아트센터 이외)
- 중요무형문화재 장송모 도공장 기증품
- 허길량 목조각장, 이재순 석장, 원광식 주철장의 기증품(모형 성덕대왕신종, 에밀레종, 축소형 단국신종)
- 국내 최대 복식자료(충 9412점)

## 주요 유물
- 안중근 의사 유묵 (보물 제569-21호)
- 덕온공주당의(중요민속문화재 제1호)(일명 덕온공주 자적당의)
- 덕온공주의복(중요민속자료 제211호)
- 덕온공주유물(중요민속자료 제212호)
- 항아당의(중요민속자료 제213호)
- 흥선대원군 자적단령(중요민속자료 제214호)
- 조선 광해군의 정비인 중궁 유씨의 당의
- 조선말기 문신 심동신의 조복(朝服)

## 학술 조사 사업
대학 박물관으로는 처음으로 전문학술지 『한국복식사』를 발간하였다.
- 주요 발굴조사
- 1978년 단양신라적성비(국보 제198호) 발견
- 1979년 충주 고구려비(국보 제205호) 발견
- 2001년 경기도 양주 해평 윤씨 묘역에서 남아 미라 및 복식 수습

## 같이 보기
- 단양신라적성비
- 충주 고구려비
- 미라(해평 윤씨 소년 남아 미라)